# Duster (sèrie de televisió)
Duster és una sèrie de televisió de thriller policíac estatunidenca creada per J. J. Abrams i LaToya Morgan, i protagonitzada per Josh Holloway, Rachel Hilson i Keith David. A la sèrie, ambientada el 1972, Hilson interpreta la primera agent negra de l'FBI i Holloway interpreta una conductora de fugida. Duster es va estrenar a Max el 15 de maig de 2025. S'ha doblat i subtitulat al català.
La producció de la sèrie va començar l'abril de 2023 a Albuquerque i les zones circumdants. Al maig, es va suspendre a causa de la vaga de guionistes d'aquell any. Abans de la vaga, l'episodi pilot s'havia gravat al centre de Tucson, i a algunes parts del comtat de Pima des de setembre fins a mitjans de novembre de 2021.